# Jimmy McStay
Pour les articles homonymes, voir McStay.
James Frederick « Jimmy » McStay, né le 1er avril 1895 et mort le 31 décembre 1973, est un footballeur et entraîneur écossais. 
Il est notamment reconnu pour sa carrière au Celtic FC, dont il est le capitaine de 1929 à 1934, à la suite de son frère international Willie McStay, puis l'entraîneur de 1940 à 1945. Il est le grand-oncle de Paul McStay et Willie McStay, footballeurs du Celtic dans les années 1980 et 1990.

## Carrière
Jimmy McStay signe au Celtic en novembre 1920 mais n'y fait ses débuts en championnat que deux ans plus tard. Petit frère de la star de l'équipe Willie McStay, ses performances au poste de milieu gauche sont assez quelconques et conduisent à mettre en doute son avenir au club. 
En février 1924, l'entraîneur Willie Maley décide cependant de le tester en défense centrale. L'intuition du manager est bonne, le joueur s'y impose si vite qu'il devient un titulaire indiscutable de l’équipe à ce poste. Bien que relativement limité techniquement et ne pouvant pas compter sur un physique particulier, son intelligence, sa constance et sa vision du jeu en font un défenseur de grande qualité. Au départ de son frère pour Hearts en 1929, il est nommé capitaine, une responsabilité qu'il conserve jusqu'en 1934, remportant au passage la coupe d'Écosse en 1931.
En novembre 1931, il participe comme capitaine à un match opposant une sélection du championnat écossais à son homologue anglaise, remporté par les Écossais 4 buts à 3. À son départ en 1934 pour Hamilton Academical FC, Jimmy McStay compte 472 apparitions (dont 409 en championnat) toutes compétitions confondues sous le maillot des Hoops, pour huit buts (six en championnat).
McStay se reconvertit comme entraîneur en 1938 au Alloa Athletic FC, qu'il fait monter en première division. Le 9 février 1940, il est recruté par le Celtic FC, en remplacement du mythique Willie Maley, poussé à la retraite après 43 ans à la tête de l'équipe. Les compétitions officielles sont à ce moment-là suspendues du fait de la Seconde Guerre mondiale, et le club ne participe qu'à des tournois amicaux. McStay est pourtant remercié le 23 juillet 1945, alors que reprennent les compétitions officielles, et remplacé par son ancien coéquipier Jimmy McGrory. Il prend peu de temps après la direction d'Hamilton Academical FC.